# Чотабаев, Медет Мухамедсадыкович
Медет Мухамедсадыкович Чотабаев (30 октября 1981 г.род Семипалатинск, Казахская ССР) — казахстанский оперный певец (тенор). Заслуженный деятель Казахстана.

## Биография
- Медет Чотабаев Родился 30 октября 1981 года г. Семипалатинск.
- Окончил вокальное отделение Музыкального колледжа им. М. Тулебаева (Семей, 2003).
- С 2006 по 2008 год учился в Академии им. Ренаты Тибальди и Марио дель Монако (Италия).
- Работал солистом Казахского государственного академического театра оперы и балета им. Абая.
- С 2013 — Ведущий солист ГТОБ «Astana Opera»

## Репертуар
- Герцог («Риголетто» Дж. Верди)
- Неморино («Любовный напиток» Г. Доницетти)
- Рудольф («Богема» Дж. Пуччини)
- Пинкертон («Мадам Баттерфляй» Дж. Пуччини)
- Каварадосси («Тоска» Дж. Пуччини)
- Ленский («Евгений Онегин» П. Чайковского)
- Альфред («Травиата» Дж. Верди) и.др

## Достижения
Награды вокальных конкурсов:
- 2003 — Лауреат II премии IV Республиканского конкурса молодых исполнителей Казахстана
- 2005 — Гран-при Областного конкурса, посвященного 160-летию великого Абая (Семей)
- 2006 — Гран-при IX Международного фестиваля творческой молодежи «Шабыт»
- 2007 — Лауреат I премии Международного конкурса вокалистов Бибигуль Тулегеновой
- 2008 — Дипломант Международного конкурса им. Беньямино Джильи (Порто-Реканати, Италия)
- 2009 — Обладатель I премии и специального приза как лучшему тенору XXIII Международный конкурс вокалистов имени М. И. Глинки (Москва)
- 2009 — Гран-при Международного конкурса «Искусство XXI века» (Финляндия)
- 2010 — Лауреат III премии Международного конкурса «Лучшие голоса будущего» (Париж)
- 2011 — Участник конкурса «Опералия-2011»
- 2012 — Гран-при Международного конкурса вокалистов им. Х. Даркле в Румынии (2012).

## Государственные награды
- Почетное звание «Заслуженный деятель Республики Казахстан»
- Лауреат Национальной премии «Алтын Адам» «Человек года Казахстана - 2011» Специальных премий «Восходящая звезда оперной отечественной сцены» (Алматы, 2011)[1]
- Лауреат Премии Фонда Первого Президента Республики Казахстан
- Кавалер Орден Звезды Италии (26.03.2018)[2]